# Wahlenbergia roxburghii
Wahlenbergia roxburghii är en klockväxtart som beskrevs av A.Dc. Wahlenbergia roxburghii ingår i släktet Wahlenbergia och familjen klockväxter. Inga underarter finns listade i Catalogue of Life.